# ユーリヒ＝クレーフェ＝ベルク連合公国

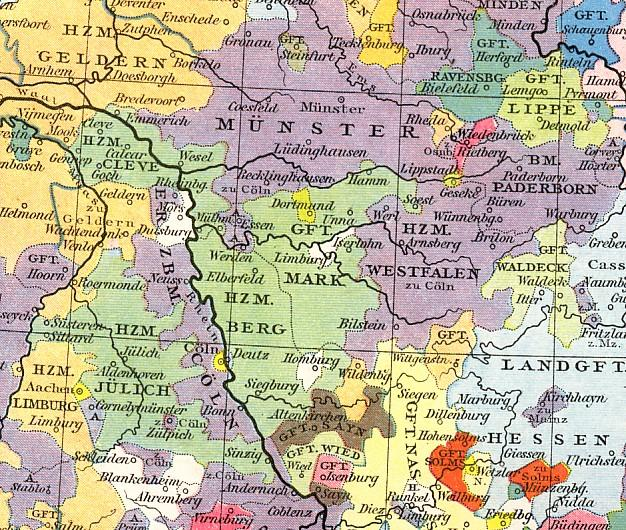
1521年のユーリヒ、クレーフェ、ベルクの3公爵領とマルク伯領、ラーフェンスベルク伯領

ユーリヒ＝クレーフェ＝ベルク連合公国
Vereinigte Herzogtümer Jülich-Kleve-Berg

1560年ごろのユーリヒ＝クレーフェ＝ベルク連合公国（赤色）

ユーリヒ＝クレーフェ＝ベルク連合公国（独: Vereinigte Herzogtümer Jülich-Kleve-Berg）は、現在のドイツ領ノルトライン＝ヴェストファーレン州に存在した公爵領、伯爵領の連合体の総称。領域を構成する諸邦は全て神聖ローマ帝国の直属身分 (en) 領邦であり、同君連合という形で結びついていた。「ユーリヒ＝クレーフェ＝ベルク」の名はウィーン会議後の1815年から1822年、短期間存在したプロイセン王国の県の名称として復活している。

## 歴史
ユーリヒ=クレーフェ＝ベルク連合公国は神聖ローマ帝国の北西部の諸邦の連合体として成立した。まず1423年、ユーリヒ公国とベルク公国が連合関係に入った。それから約1世紀後の1521年、ユーリヒ＝ベルク公ヴィルヘルム4世が男子のないまま死ぬと、娘のマリアが2つの公爵領およびラーヴェンスベルク伯領の相続人となった。マリアは1509年、近隣のクレーフェ公国とマルク伯領の支配者で遠戚に当たるヨハン3世と政略結婚しており、サリカ法の相続規定に従ってヨハン3世が妻の相続した全領土を支配下に収めた。この連合公国は、教会領であるケルン大司教領およびミュンスター司教領 (en) を除けば、現在のノルトライン＝ヴェストファーレン州のほぼ全域を覆っていた。またその息子のヴィルヘルム5世は、1538年から1543年までの短期間、ゲルデルン公国（現在のオランダ領ヘルダーラント州）をも領有していた。
ヨハン3世とマリアの結婚から100年後の1609年、ヨハン3世の孫のヨハン・ヴィルヘルムの死により、連合公国の統治者の家系は途絶え、その遺領の相続をめぐる紛争が起きることになる。連合公国の3代の公爵達は、プロテスタント宗教改革に続いて起こった宗教論争において、人文主義者のデジデリウス・エラスムスの影響を受けて「中道（via media）」の立場を貫いた。このせいで、ヨハン・ヴィルヘルムの相続人と見なされる長姉マリー・エレオノーレと次姉アンナは異なった宗派を信仰し、互いに対立していた。加えて、連合公国の領土を狙う神聖ローマ皇帝ルドルフ2世とザクセン選帝侯クリスティアン2世の野心が、公国の継承問題をより錯綜させた。特に、フランス王アンリ4世やネーデルラント連邦共和国は、ルドルフ2世が連合公国を獲得してオーストリア領ネーデルラントをさらに強国化することを警戒していた。
ヨハン・ヴィルヘルムの長姉マリー・エレオノーレとプロイセン公アルブレヒト・フリードリヒの娘のプロイセン公女アンナはルター派であり、ブランデンブルク選帝侯ヨハン・ジギスムントと結婚していた。一方、ヨハン・ヴィルヘルムの次姉アンナはカトリック信徒であり、プファルツ＝ノイブルク公フィリップ・ルートヴィヒと結婚していた。結果としてブランデンブルク選帝侯領とプファルツ＝ノイブルク公領の間でユーリヒ＝クレーフェ継承戦争（三十年戦争の前哨戦の一つとされる）が勃発したが、1614年のクサンテン条約で妥協が成立し、ブランデンブルクが連合公国内のプロテスタント領邦（クレーフェ、マルク、ラーフェンスベルク）を、プファルツ＝ノイブルクがカトリック領邦（ユーリヒとベルク）を相続した。不運なことに、ヴィルヘルム5世の異名「富裕公（Wilhelm der Reiche）」が示す連合公国の国土の豊かさは、継承争いに伴う戦乱のために破壊された。

## ユーリヒ＝クレーフェ＝ベルク公
- ヨハン3世（在位：1521年 - 1539年）
- ヴィルヘルム5世（在位：1539年 - 1592年）
- ヨハン・ヴィルヘルム（在位：1592年 - 1609年）